# Bataille de Seminara (1495)
Pour les articles homonymes, voir Bataille de Seminara.
Première guerre d’Italie
Batailles
- Seminara
- Fornoue

La première bataille de Seminara est un épisode de la première guerre d’Italie (1494-1497) menée par le roi de France Charles VIII. Elle a eu lieu le 28 juin 1495 près de Seminara, dans le sud en Calabre, entre les forces françaises occupant depuis peu le Sud de l'Italie et une alliance napolitano-aragonaise qui tente de reconquérir la région. Face à la redoutable combinaison de cavalerie lourde (en) et de mercenaires suisses armés de piques, les alliés ne disposaient que de troupes napolitaines de qualité variable et d'un petit corps de soldats espagnols légèrement armés, habitués aux combats contre les Maures d'Espagne. Le résultat a été leur déroute complète, une bonne partie de l'affrontement consistant en mouvements pour leur permettre de s'échapper. Mais bien qu'il s'agisse d'une victoire française décisive, elle n'a pas empêché l'expulsion des Français du Sud de l'Italie.
Cette bataille est souvent citée comme la principale raison de la réorganisation de l'armée espagnole, avec l'adoption généralisée des armes à feu dans les formations de piquiers (par exemple dans les tercios), une des marques de la « révolution militaire » du tournant du XVIIe siècle.

## Contexte
Le roi Charles VIII avait envahi l'Italie en 1494 pour soutenir les prétentions de la maison d'Anjou-Sicile sur le royaume de Naples à la mort de Ferdinand Ier de Naples. Le successeur de celui-ci était son fils Alphonse II de Naples, qui a vite abdiqué — par crainte de l'invasion française — en faveur de son propre fils Ferdinand II de Naples.
Les Français ont rapidement envahi la péninsule italienne désunie et sont arrivés dans le royaume de Naples le 21 février 1495 ; Ferdinand II s'était enfui en Sicile à leur approche. C'est là qu'il a rejoint son cousin Ferdinand II d'Aragon, roi de Sicile et d'Espagne, qui lui a offert son aide pour reconquérir Naples.
En réponse à l'invasion française, la ligue de Venise avait été formée le 31 mars 1495 dans le nord de l'Italie, menaçant de couper les lignes de communication entre l'armée française et la France. Le 30 mai 1495, Charles VIII divisa son armée, remontant vers le nord avec la moitié des troupes (environ 9 000 soldats, fantassins et cavaliers) et laissant le reste défendre la région conquise. Après de durs combats, l'armée royale réussit à vaincre les forces supérieures de la ligue à la bataille de Fornoue (6 juillet 1495) et à regagner la France.

## Début de campagne

Carte du théâtre des opérations montrant les mouvements de troupes précédant la bataille.

De son côté, Ferdinand II de Naples était bien décidé à débarrasser son royaume de l'armée française. Celle-ci était dispersée dans la région. Elle comptait trois éléments :
- À Naples, la force principale était commandée par le vice-roi de Naples Gilbert de Montpensier, brave mais indolent et sans expérience[6] ;
- Dans le sud de la Calabre, une force était commandée par Bérault Stuart d'Aubigny, le capitaine des archers de la Garde écossaise, que Charles VIII avait nommé « Grand connétable de Naples » ;
- Les mercenaires suisses et d'autres forces, stationnés en Basilicate, étaient sous les ordres d'un gentilhomme, Précy[7].

Contre ces forces, Ferdinand II disposait de sa propre armée et de l'aide de son cousin d'Aragon. Le général Gonzalve de Cordoue avait été envoyé d'Espagne avec une petite armée, à titre d'avant-garde (d'autres troupes en cours de recrutement en Espagne interviendraient plus tard) et pour manifester le soutien espagnol à Ferdinand II. Il avait été choisi par Isabelle la Catholique parce qu'il était un favori de la cour et un général de grand renom, en dépit de sa relative jeunesse. Il est arrivé à Messine le 24 mai 1495, pour découvrir que Ferdinand II et son armée étaient déjà passés en Calabre sur la flotte de l'amiral Requesens (es), et qu'ils avaient reconquis Reggio de Calabre.
Gonzalve de Cordoue lui-même a traversé le détroit de Messine deux jours plus tard. Il commandait 600 lances de la cavalerie espagnole, dont beaucoup étaient des jinetes (de la cavalerie légère) et 1 500 fantassins, dont beaucoup de Rodeleros armés d'épées et de boucliers, plus 3 500 soldats de la flotte espagnole. La taille de l'armée napolitaine est incertaine, mais elle a bientôt été augmentée de 6 000 volontaires calabrais venus rejoindre Ferdinand II à son débarquement. Le contingent de Gonzalve de Cordoue a été réduit par la nécessité d'installer des garnisons espagnoles dans plusieurs places fortes que Ferdinand II lui a remises en compensation partielle pour l'aide espagnole.
L'armée alliée a marché de Reggio de Calabre à Sant'Agata del Bianco, puis vers Seminara, une place-forte à environ 40 kilomètres de Reggio. Les deux villes ont ouvert leurs portes à Ferdinand II. Un détachement français rencontré a été détruit. La ligue de Venise assistait les alliés en envoyant une flotte vénitienne commandée par l'amiral Antonio Grimani lancer des raids contre les côtes orientales du royaume. Grimani détruisit notamment une garnison française stationnée à Monopoli.
Bien que sérieusement affaibli par la malaria qu'il avait récemment contractée, Bérault Stuart d'Aubigny réagit tout de suite à cette situation, renforçant rapidement ses forces pour affronter l'invasion en rappelant ses garnisons isolées de Calabre et en demandant que Précy vienne le rejoindre avec les mercenaires suisses. Ayant ainsi réussi à concentrer ses forces, il marcha immédiatement sur Seminara.

## La bataille

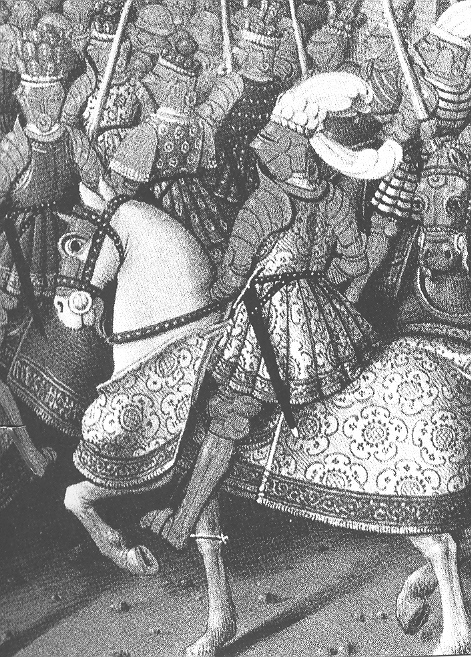
Les français ont triomphé à Seminara parce que les Napolitains et les Espagnols ont joué leur jeu : un combat rapproché en terrain découvert (détail d'un manuscrit vers 1510).

Apprenant l'approche de d’Aubigny, mais ignorant que Précy et les mercenaires suisses l'avaient rejoint, Ferdinand II de Naples décida de l'affronter immédiatement, une décision partagée par les noblesses espagnole et napolitaine. Gonzalve de Cordoue recommanda la prudence, demandant au moins une reconnaissance complète avant d'engager la bataille, mais son avis fut repoussé.
Ferdinand quitta Seminara le 28 juin, traversant une ligne de collines à environ 5 km à l'est de la ville. L'armée française se trouvait dans la plaine, juste derrière un ruisseau au pied de ces collines et elle marcha directement contre les forces napolitaines. Ferdinand II prit position derrière le ruisseau, avec son infanterie sur la gauche et sa cavalerie à droite. D’Aubigny, malade mais cependant monté à cheval pour commander, déploya les 400 
gens d'arme (en) de sa cavalerie lourde et 800 cavaliers plus légers en face de la cavalerie alliée. Précy avait abandonné la tête des mercenaires suisses pour l'aider à commander la cavalerie. Sur leur droite, face à l'infanterie allée, se trouvaient 800 piquiers suisses, devant l'infanterie française, moins nombreuse. Contrairement à la plupart des batailles, où les Suisses formaient des rangs très profonds, à Seminara ils ne se sont déployés que sur trois rangs, leurs piques de 5,50 m hérissées devant leur formation. Ainsi placés en ordre de bataille, les français traversèrent le ruisseau et attaquèrent sans hésitation.
Au début l'engagement se déroula bien pour les alliés, les jinetes harcelant les gens d'arme (en) en train de patauger en leur lançant des javelots, puis en se retirant, comme ils faisaient en Espagne contre les Maures. Cependant, à ce moment-là, la milice calabraise a été prise de panique — confondant peut-être le mouvement des jinetes avec une défaite, ou par crainte des piquiers suisses qui arrivaient — et elle s'est enfuie, laissant exposé le flanc gauche de l'armée alliée. Bien que Ferdinand II essaye de la rallier, elle a été attaquée par les gens d'arme qui avaient maintenant traversé le ruisseau.
La situation est bientôt devenue désespérée, les Suisses bousculant à leur tour les Rodeleros espagnols et les gens d'arme prenant le dessus sur la cavalerie alliée. Ferdinand II, facilement reconnaissable à sa tenue splendide, a été attaqué et désarçonné. Il n'a dû son salut qu'au cheval que lui a donné Giovanni di Capua, ou Juan de Altavista, dont le sacrifice lui a donné le temps de s'échapper. Gonzalve de Cordoue a engagé la cavalerie espagnole et le reste de l'infanterie dans une action désespérée pour retenir les Français, ce qui, avec la maladie de Bérault d’Aubigny, a permis aux Napolitains de s'échapper. Les Espagnols eux-mêmes ont pu se réfugier à Seminara, l'armée française se contentant de rester maîtresse du terrain, la façon traditionnelle d'affirmer sa victoire.

## Conséquences
Malgré ce triomphe sur le champ de bataille, la situation des troupes françaises isolées dans le sud de l'Italie n'avait pas fondamentalement changé. Grâce au débarquement d'une petite force et à la loyauté de la population locale, Ferdinand II a bientôt repris Naples par la ruse. Gonzalve de Cordoue, utilisant des techniques de guérilla et évitant tout affrontement direct avec les redoutés bataillons suisses ou les gens d'arme, a lentement repris le reste de la Calabre. Finalement beaucoup des mercenaires au service des Français se sont mutinés faute d'avoir été payés et sont repartis chez eux, tandis que les forces françaises restantes étaient enfermées à Atella et contraintes à la reddition.
Le désastreux affrontement de Gonzalve de Cordoue avec les unités franco-suisses conçues à la mêlée a directement conduit à son invention des formations mixtes de piques et d'arquebuses. Par la suite, il a remporté toutes ses batailles, ce qui lui a valu le surnom El Gran Capitán (le grand capitaine) et en a fait, selon plusieurs historiens modernes, le plus grand général des Guerres d'Italie.